# Fimbraria reflexa
Fimbraria reflexa là một loài rêu trong họ Aytoniaceae. Loài này được Herzog mô tả khoa học đầu tiên năm 1930. Danh pháp khoa học của loài này chưa được làm sáng tỏ. 